# 12121 Greenwald
12121 Greenwald è un asteroide della fascia principale. Scoperto nel 1999, presenta un'orbita caratterizzata da un semiasse maggiore pari a 2,5599490 au e da un'eccentricità di 0,1103078, inclinata di 13,62233° rispetto all'eclittica.